# Nova Alvorada
Nova Alvorada är en kommun i Brasilien.   Den ligger i delstaten Rio Grande do Sul, i den södra delen av landet, 1 500 km söder om huvudstaden Brasília. Antalet invånare är 3 177.
I omgivningarna runt Nova Alvorada växer huvudsakligen savannskog. Runt Nova Alvorada är det glesbefolkat, med 14 invånare per kvadratkilometer.